# Ligue des champions de la CAF 2016
Navigation
Édition précédente Édition suivante
La Ligue des champions de la CAF 2016 est la 52e édition de la plus importante compétition africaine de clubs mettant aux prises les meilleures clubs de football du continent africain. Il s'agit également de la 20e édition sous la dénomination Ligue des champions. Le tirage au sort a eu lieu en  2015. La compétition a débuté le février 2016.

## Primes monétaires
Les primes monétaires de l'édition 2016 sont distribués aux clubs terminant dans les 8 premiers, comme suit :
| Classement      | Primes      |             |
| Classement      | Clubs       | Fédérations |
| --------------- | ----------- | ----------- |
| Champion        | 1 500 000 $ | 75 000 $    |
| Finaliste       | 1 000 000 $ | 50 000 $    |
| Demi-finalistes | 700 000 $   | 35 000 $    |
| 3e de groupe    | 500 000 $   | 25 000 $    |
| 4e de groupe    | 400 000 $   | 20 000 $    |

## Participants
- Théoriquement, jusqu'à 56 fédérations membres de la CAF peuvent entrer dans la CAF Champions League 2016.
- Les 12 pays les mieux classés en fonction du Classement 5-Year de la CAF peuvent également inscrire 2 équipes par compétition. Pour la compétition de cette année, la Confédération africaine de football va utiliser Classement 5-Year de la CAF d'entre 2009 et 2013. En conséquence, 55 clubs ont pu entrer dans le tournoi.

Ci-dessous le schéma de qualification pour la compétition. Les nations sont affichées en fonction de leur Classement 5-Year de la CAF:
| Fédération                                                                 | Club                                                | Classement                                          |
| Fédérations avec deux représentants (Classées 1-12)                        | Fédérations avec deux représentants (Classées 1-12) | Fédérations avec deux représentants (Classées 1-12) |
| -------------------------------------------------------------------------- | --------------------------------------------------- | --------------------------------------------------- |
| Tunisie 1er - 105 pts                                                      | Club africain                                       | Champion de Tunisie 2014-2015                       |
| Tunisie 1er - 105 pts                                                      | ES Sahel                                            | Vice-champion de Tunisie 2014-2015                  |
| Égypte 2e - 81 pts                                                         | Zamalek SC                                          | Champion d'Égypte 2014-2015                         |
| Égypte 2e - 81 pts                                                         | Al Ahly SC                                          | Vice-champion d'Égypte 2014-2015                    |
| RD Congo 3e - 63 pts                                                       | AS Vita Club                                        | Champion de RD du Congo 2014-2015                   |
| RD Congo 3e - 63 pts                                                       | TP Mazembe                                          | Vice-champion de RD du Congo 2014-2015              |
| Algérie 4e - 44 pts                                                        | ES Sétif                                            | Champion d'Algérie 2014-2015                        |
| Algérie 4e - 44 pts                                                        | MO Béjaïa                                           | Vice-Champion d'Algérie 2014-2015                   |
| Soudan 5e - 33 pts                                                         | Al Merreikh                                         | Champion du Soudan 2015                             |
| Soudan 5e - 33 pts                                                         | Al Hilal Omdurman                                   | Vice-champion du Soudan 2015                        |
| Côte d'Ivoire 6e - 30 pts                                                  | AS Tanda                                            | Champion de Côte d'Ivoire 2014-2015                 |
| Côte d'Ivoire 6e - 30 pts                                                  | ASEC Mimosas                                        | Vice-champion de Côte d'Ivoire 2014-2015            |
| Maroc 7e - 29 pts                                                          | Wydad AC                                            | Champion du Maroc 2014-2015                         |
| Maroc 7e - 29 pts                                                          | OC Khouribga                                        | Vice-champion du Maroc 2014-2015                    |
| Cameroun 8e - 26 pts                                                       | Cotonsport Garoua                                   | Champion du Cameroun 2015                           |
| Cameroun 8e - 26 pts                                                       | Union Douala                                        | Vice-champion du Cameroun 2015                      |
| République du Congo 9e - 26 pts                                            | AC Léopards                                         | Premier du classement du championnat du Congo 2015  |
| République du Congo 9e - 26 pts                                            | Étoile du Congo                                     | Second du classement du championnat du Congo 2015   |
| Mali 10e - 26 pts                                                          | Stade Malien                                        | Champion du Mali 2014-2015                          |
| Mali 10e - 26 pts                                                          | Onze Créateurs de Niaréla                           | Vice-champion du Mali 2014-2015                     |
| Nigeria 11e - 22 pts                                                       | Enyimba FC                                          | Champion du Nigeria 2015                            |
| Nigeria 11e - 22 pts                                                       | Warri Wolves FC                                     | Vice-champion du Nigeria 2015                       |
| Afrique du Sud 12e - 16 pts                                                | Kaizer Chiefs FC                                    | Champion d'Afrique du Sud 2014-2015                 |
| Afrique du Sud 12e - 16 pts                                                | Mamelodi Sundowns FC                                | Vice-champion d'Afrique du Sud 2014-2015            |
| Fédérations avec un seul représentant (Classées plus bas que la 12e place) |                                                     |                                                     |
| Angola 13e - 11 pts                                                        | CRD Libolo                                          | Champion d'Angola 2015                              |
| Libye 14e - 7 pts                                                          | Al Ahly Tripoli                                     | Champion de Libye 2013-2014                         |
| Ghana 15e - 6 pts                                                          | Ashanti Gold Sporting Club                          | Champion du Ghana 2015                              |
| Zambie 16e - 6 pts                                                         | ZESCO United                                        | Champion de Zambie 2015                             |
| Éthiopie 17e - 4 pts                                                       | Saint-George SC                                     | Champion d'Éthiopie 2014-2015                       |
| Niger 18e - 1 pt                                                           | AS Douanes Niamey                                   | Champion du Niger 2014-2015                         |
| Zimbabwe 18e - 1 pt                                                        | Chicken Inn FC                                      | Champion du Zimbabwe 2015                           |
| Bénin                                                                      | Aucun club engagé                                   | Aucun club engagé                                   |
| Botswana                                                                   | Mochudi Centre Chiefs                               | Champion du Botswana 2014-2015                      |
| Burkina Faso                                                               | RC Bobo                                             | Champion du Burkina Faso 2014-2015                  |
| Burundi                                                                    | Vital’O FC                                          | Champion du Burundi 2014-2015                       |
| Cap-Vert                                                                   | Aucun club engagé                                   | Aucun club engagé                                   |
| République centrafricaine                                                  | Aucun club engagé                                   | Aucun club engagé                                   |
| Comores                                                                    | Volcan Club de Moroni                               | Champion des Comores 2015                           |
| Djibouti                                                                   | Aucune équipe engagée                               | Aucune équipe engagée                               |
| Érythrée                                                                   | Aucun club engagé                                   | Aucun club engagé                                   |
| Gabon                                                                      | AS Mangasport                                       | Champion du Gabon 2015                              |
| Gambie                                                                     | Gamtel FC                                           | Champion de Gambie 2014-2015                        |
| Guinée                                                                     | Horoya AC                                           | Champion de Guinée 2014-2015                        |
| Guinée-Bissau                                                              | Aucun club engagé                                   | Aucun club engagé                                   |
| Guinée équatoriale                                                         | Racing Micomeseng                                   | Champion de Guinée équatoriale 2015                 |
| Kenya                                                                      | Gor Mahia FC                                        | Champion du Kenya 2015                              |
| Lesotho                                                                    | Lioli FC                                            | Champion du Lesotho 2014-2015                       |
| Liberia                                                                    | Nimba United FC                                     | Champion du Liberia 2014-2015                       |
| Malawi                                                                     | Aucun club engagé                                   | Aucun club engagé                                   |
| Madagascar                                                                 | CNAPS Sport                                         | Champion de Madagascar 2015                         |
| Mauritanie                                                                 | Aucun club engagé                                   | Aucun club engagé                                   |
| Maurice                                                                    | Cercle de Joachim SC                                | Champion de Maurice 2014-2015                       |
| Mozambique                                                                 | Clube Ferroviário de Maputo                         | Champion du Mozambique 2015                         |
| Namibie                                                                    | Aucun club engagé                                   | Aucun club engagé                                   |
| La Réunion                                                                 | Aucun club engagé                                   | Aucun club engagé                                   |
| Rwanda                                                                     | APR FC                                              | Champion du Rwanda 2014-2015                        |
| Sao Tomé-et-Principe                                                       | Sporting Clube da Praia Cruz                        | Champion de São Tomé et Principe 2015               |
| Sénégal                                                                    | AS Douanes                                          | Champion du Sénégal 2014-2015                       |
| Seychelles                                                                 | Saint-Michel United                                 | Champion des Seychelles 2015                        |
| Sierra Leone                                                               | Aucun club engagé                                   | Aucun club engagé                                   |
| Somalie                                                                    | Aucun club engagé                                   | Aucun club engagé                                   |
| Soudan du Sud                                                              | Al-Ghazal FC                                        | Champion de Soudan du Sud 2015                      |
| Swaziland                                                                  | Mbabane Swallows                                    | Vice-champion du Swaziland 2014-2015                |
| Tanzanie                                                                   | Young Africans FC                                   | Champion de Tanzanie 2014-2015                      |
| Tchad                                                                      | AS CotonTchad                                       | Champion du Tchad 2015                              |
| Togo                                                                       | Aucun club engagé                                   | Aucun club engagé                                   |
| Ouganda                                                                    | Vipers SC                                           | Champion d'Ouganda 2014-2015                        |
| Zanzibar                                                                   | Mafunzo FC                                          | Champion de Zanzibar 2015                           |

Notes
- TT : Tenant du titre

## Calendrier
Voici le calendrier officiel publié sur le site Internet de la CAF.
| Nom                                             | Tirage au sort | Match aller                               | Match retour                           | Nombre de participants |
| ----------------------------------------------- | -------------- | ----------------------------------------- | -------------------------------------- | ---------------------- |
| Tours de qualification (2016)                   |                |                                           |                                        |                        |
| Tour préliminaire                               | 11 décembre    | 12-13-14 février                          | 26-27-28 février                       | 55                     |
| Premier tour de qualification                   | 11 décembre    | 11-12-13 mars                             | 18-19-20 mars                          | 32 (23+9)              |
| Deuxième tour de qualification                  |                | 8-9-10 avril                              | 19-20 avril                            | 16                     |
| Phase de groupes (2016 )                        |                |                                           |                                        |                        |
| Journées 1 et 4 Journées 2 et 5 Journées 3 et 6 | 24 mai         | 17-18-19 juin 28-29 juin 15-16-17 juillet | 26-27 juillet 12-13-14 août 23-24 août | 8                      |
| Phase finale (2016 )                            |                |                                           |                                        |                        |
| Demi-finales                                    | 24 mai         | 16-17-18 septembre                        | 23-24-25 septembre                     | 4                      |
| Finale                                          | 24 mai         | 14-15-16 octobre                          | 21-22-23 octobre                       | 2                      |

## Tours de qualification

### Tour préliminaire
Neuf équipes sont exemptes lors de ce tour :
- TP Mazembe
- Al Ahly SC
- MC Alger
- USM Alger
- Al Merreikh Omdurman
- Al Hilal Omdurman
- ES Sahel
- Mamelodi Sundowns
- Zamalek SC

Les matchs aller se jouent les 12, 13 et 14 février 2016 alors que les matchs retour se jouent les 26, 27 et 28 février 2016 .
| Match | Équipe 1                   | Résultat | Équipe 2                     | Aller | Retour |
| ----- | -------------------------- | -------- | ---------------------------- | ----- | ------ |
| 1     | Mafunzo FC                 | 0 - 4    | AS Vita Club                 | 0 - 3 | 0 - 1  |
| 2     | Mochudi Centre Chiefs      | forfait  | Clube Ferroviário de Maputo  | -     | -      |
| 3     | Chicken Inn FC             | 1 - 2    | Mamelodi Sundowns FC         | 1 - 0 | 0 - 2  |
| 4     | Warri Wolves FC            | forfait  | Sporting Clube da Praia Cruz | -     | -      |
| 5     | AS Mangasport              | 0 - 3    | Étoile du Congo              | 0 - 0 | 0 - 3  |
| 6     | Wydad AC                   | 3 - 2    | AS Douanes Niamey            | 2 - 0 | 1 - 2  |
| 7     | Gor Mahia FC               | 1 - 3    | CNAPS Sport                  | 1 - 2 | 0 - 1  |
| 8     | Saint-George SC            | 4 - 1    | Saint-Michel United          | 3 - 0 | 1 - 1  |
| 9     | Vipers SC                  | 1 - 2    | Enyimba FC                   | 1 - 0 | 0 - 2  |
| 10    | Lioli FC                   | 2 - 2E   | Vital’O FC                   | 1 - 2 | 1 - 0  |
| 11    | OC Khouribga               | 4 - 2    | Gamtel FC                    | 2 - 1 | 2 - 1  |
| 12    | Stade Malien               | 4 - 1    | RC Bobo                      | 3 - 1 | 1 - 0  |
| 13    | ZESCO United               | 3 - 0    | Al-Ghazal FC                 | 2 - 0 | 1 - 0  |
| 14    | AS Douanes                 | 0 - 4    | Horoya AC                    | 0 - 0 | 0 - 4  |
| 15    | Mbabane Swallows           | 2 - 4    | APR FC                       | 1 - 0 | 1 - 4  |
| 16    | Cercle de Joachim SC       | 0 - 3    | Young Africans FC            | 0 - 1 | 0 - 2  |
| 17    | CRD Libolo                 | 9 - 1    | Racing Micomeseng            | 5 - 1 | 4 - 0  |
| 18    | Volcan Club de Moroni      | 0 - 7    | Kaizer Chiefs FC             | 0 - 4 | 0 - 3  |
| 19    | AS CotonTchad              | 0 - 1    | ASEC Mimosas                 | 0 - 1 | 0 - 0  |
| 20    | Onze Créateurs de Niaréla  | 1 - 2    | Al Ahly Tripoli              | 1 - 2 | 0 - 0  |
| 21    | Nimba United FC            | 1 - 4    | Union Douala                 | 1 - 3 | 0 - 1  |
| 22    | Club africain              | 2 - 0    | AS Tanda                     | 2 - 0 | 0 - 0  |
| 23    | Ashanti Gold Sporting Club | 2 - 3    | MO Béjaïa                    | 1 - 0 | 1 - 3  |

### Seizièmes de finale
Les matchs aller se jouent les 11, 12 et 13 mars 2016 alors que les matchs retour se jouent les 18, 19 et 20 mars 2016.
| Match | Équipe 1             | Résultat | Équipe 2                    | Aller | Retour |
| ----- | -------------------- | -------- | --------------------------- | ----- | ------ |
| 26    | AS Vita Club         | 2 - 1    | Clube Ferroviário de Maputo | 1 - 0 | 1 - 1  |
| 27    | Mamelodi Sundowns FC | 3 - 1    | AC Léopards                 | 2 - 0 | 1 - 1  |
| 28    | Warri Wolves FC      | 0 - 2    | Al Merreikh Omdurman        | 0 - 1 | 0 - 1  |
| 29    | Étoile du Congo      | 3 - 5    | ES Sétif                    | 1 - 1 | 2 - 4  |
| 30    | Wydad AC             | 6 - 3    | CNAPS Sport                 | 5 - 1 | 1 - 2  |
| 31    | Saint-George SC      | 2 - 3    | TP Mazembe                  | 2 - 2 | 0 - 1  |
| 32    | Enyimba FC           | 6 - 3    | Vital’O FC                  | 5 - 1 | 1 - 2  |
| 33    | OC Khouribga         | 1 - 3    | ES Sahel                    | 1 - 1 | 0 - 2  |
| 34    | Stade malien         | 2 - 1    | Cotonsport Garoua           | 2 - 0 | 0 - 1  |
| 35    | ZESCO United         | 4 - 3    | Horoya AC                   | 4 - 1 | 0 - 2  |
| 36    | APR FC               | 2 - 3    | Young Africans FC           | 1 - 2 | 1 - 1  |
| 37    | CRD Libolo           | 0 - 2    | Al Ahly                     | 0 - 0 | 0 - 2  |
| 38    | Kaizer Chiefs FC     | 0 - 1    | ASEC Mimosas                | 0 - 1 | 0 - 0  |
| 39    | Al Ahly Tripoli      | E2 - 2   | Al Hilal                    | 1 - 0 | 1 - 2  |
| 40    | Union Douala         | 0 - 3    | Zamalek SC                  | 0 - 1 | 0 - 2  |
| 41    | Club africain        | 1 - 2    | MO Béjaïa                   | 1 - 0 | 0 - 2  |

### Huitièmes de finale
Les matchs aller se jouent les 8, 9 et 10 avril 2016 alors que les matchs retour se jouent les 19 et 20 avril 2016.
| Match | Équipe 1                 | Résultat | Équipe 2          | Aller | Retour | Tab   |
| ----- | ------------------------ | -------- | ----------------- | ----- | ------ | ----- |
| 42    | disqualifié AS Vita Club | 2 - 2    | Mamelodi Sundowns | 1 - 0 | 1 - 2  | -     |
| 43    | Al Merreikh Omdurman     | 2 - 2    | ES Sétif          | 2 - 2 | 0 - 0  | -     |
| 44    | Wydad AC                 | 3 - 1    | TP Mazembe        | 2 - 0 | 1 - 1  | -     |
| 45    | Enyimba FC               | 3 - 3    | ES Sahel          | 3 - 0 | 0 - 3  | 4 - 3 |
| 46    | Stade malien             | 2 - 5    | ZESCO United      | 1 - 3 | 1 - 2  | -     |
| 47    | Young Africans FC        | 2 - 3    | Al Ahly SC        | 1 - 1 | 1 - 2  | -     |
| 48    | ASEC Mimosas             | 3 - 2    | Al Ahly Tripoli   | 2 - 0 | 1 - 2  | -     |
| 49    | Zamalek SC               | 3 - 1    | MO Béjaïa         | 2 - 0 | 1 - 1  | -     |

## Phase de poules
Le tirage au sort aura lieu le 24 mai 2016 au Caire. Les deux meilleures équipes de chaque groupe se qualifieront pour les demi-finales.
L'AS Vita Club est disqualifié de la compétition pour avoir aligné un joueur suspendu lors du tour préliminaire. Par conséquent, le club sud-africain du Mamelodi Sundowns FC est repêché par la CAF en tant que dernier adversaire du Vita Club, et accède ainsi à la phase de poules,.
| Chapeau 1  | Chapeau 2  | Chapeau 3    | Chapeau 4         |
| ---------- | ---------- | ------------ | ----------------- |
| Al Ahly SC | Zamalek SC | Enyimba FC   | ZESCO United      |
| ES Sétif   | Wydad AC   | ASEC Mimosas | Mamelodi Sundowns |

### Groupe A
| Rang | Équipe          | Pts | J | G | N | P | Bp | Bc | Diff |  | Résultats (▼ dom., ► ext.) |     |     |     |     |
| ---- | --------------- | --- | - | - | - | - | -- | -- | ---- |  | -------------------------- | --- | --- | --- | --- |
| 1    | Wydad AC        | 11  | 6 | 3 | 2 | 1 | 6  | 3  | +3   |  | Wydad AC                   |     | 2-0 | 0-1 | 2-1 |
| 2    | ZESCO United FC | 9   | 6 | 2 | 3 | 1 | 10 | 9  | +1   |  | ZESCO United FC            | 1-1 |     | 3-2 | 3-1 |
| 3    | Al Ahly SC      | 6   | 6 | 1 | 3 | 2 | 6  | 7  | -1   |  | Al Ahly SC                 | 0-0 | 2-2 |     | 1-2 |
| 4    | ASEC Mimosas    | 5   | 6 | 1 | 2 | 3 | 5  | 7  | -2   |  | ASEC Mimosas               | 0-1 | 1-1 | 0-0 |     |

### Groupe B
| Rang | Équipe               | Pts | J | G | N | P | Bp | Bc | Diff |  | Résultats (▼ dom., ► ext.) |     |     |     |  |
| ---- | -------------------- | --- | - | - | - | - | -- | -- | ---- |  | -------------------------- | --- | --- | --- |  |
| 1    | Mamelodi Sundowns    | 9   | 4 | 3 | 0 | 1 | 5  | 4  | +1   |  | Mamelodi Sundowns          |     | 1-0 | 2-1 |  |
| 2    | Zamalek SC           | 6   | 4 | 2 | 0 | 2 | 3  | 3  | 0    |  | Zamalek SC                 | 1-2 |     | 1-0 |  |
| 3    | Enyimba FC           | 3   | 4 | 1 | 0 | 3 | 4  | 5  | -1   |  | Enyimba FC                 | 3-1 | 0-1 |     |  |
| 4    | ES Sétif disqualifié |     |   |   |   |   |    |    |      |  | ES Sétif disqualifié       | 0-2 |     |     |  |

L'ES Sétif est disqualifiée de la compétition à la suite des incidents survenus lors du match comptant pour la première journée contre le Mamelodi Sundowns FC. Le résultat obtenu par l'ES Sétif lors de cette première journée est annulé.

## Phase finale

### Demi-finales
| Équipe 1        | Résultat | Équipe 2          | Aller | Retour |
| --------------- | -------- | ----------------- | ----- | ------ |
| Zamalek SC      | 6 - 5    | Wydad AC          | 4 - 0 | 2 - 5  |
| ZESCO United FC | 2 - 3    | Mamelodi Sundowns | 2 - 1 | 0 - 2  |

### Finale
| Équipe 1          | Résultat | Équipe 2   | Aller | Retour |
| ----------------- | -------- | ---------- | ----- | ------ |
| Mamelodi Sundowns | 3 - 1    | Zamalek SC | 3 - 0 | 0 - 1  |

### Tableau final
|  | Demi-finales      | Demi-finales      | Demi-finales      | Demi-finales      |            |            | Finale                                                 | Finale | Finale | Finale |
|  |                   |                   |                   |                   |            |            |                                                        |        |        |        |
|  |                   |                   |                   |                   |            |            | 15 octobre 2016 / 23 octobre 2016, Le Caire / Pretoria |        |        |        |
|  | Zamelek SC        | Zamelek SC        | 4                 | 2                 |            |            |                                                        |        |        |        |
|  | Zamelek SC        | Zamelek SC        | 4                 | 2                 |            |            |                                                        |        |        |        |
|  | Wydad AC          | Wydad AC          | 0                 | 5                 |            |            |                                                        |        |        |        |
|  | Wydad AC          | Wydad AC          | 0                 | 5                 | Zamelek SC | Zamelek SC | 0                                                      | 1      |        |        |
|  |                   |                   |                   |                   | Zamelek SC | Zamelek SC | 0                                                      | 1      |        |        |
|  |                   |                   | Mamelodi Sundowns | Mamelodi Sundowns | 3          | 0          |                                                        |        |        |        |
|  | ZESCO United FC   | ZESCO United FC   | Mamelodi Sundowns | Mamelodi Sundowns | 3          | 0          | 2                                                      | 0      |        |        |
|  | ZESCO United FC   | ZESCO United FC   |                   |                   |            |            |                                                        | 0      |        |        |
|  | Mamelodi Sundowns | Mamelodi Sundowns | 1                 | 2                 |            |            |                                                        |        |        |        |
|  | Mamelodi Sundowns | Mamelodi Sundowns | 1                 | 2                 |            |            |                                                        |        |        |        |

## Vainqueur
| Ligue des champions de la CAF Vainqueur 2016 |
| -------------------------------------------- |
| Mamelodi Sundowns Premier titre              |

## Meilleurs buteurs
| Place | Joueur             | Club                 | Buts |
| ----- | ------------------ | -------------------- | ---- |
| 1     | Mfon Udoh          | Enyimba FC           | 9    |
| 2     | Reda El Hajhouj    | Wydad AC             | 6    |
| 3     | Idriss Mbombo      | ZESCO United FC      | 5    |
| 4     | Clatous Chama      | ZESCO United FC      | 4    |
| 4     | Basem Morsy        | Zamalek SC           | 4    |
| 4     | Eudes Dagoulou     | ES Sétif             | 4    |
| 4     | Fabrice Ondama     | Wydad AC             | 4    |
| 4     | Mamadou Diawara    | CRD Libolo           | 4    |
| 4     | Jackson Mwanza     | ZESCO United FC      | 4    |
| 4     | Jesse Were         | ZESCO United FC      | 4    |
| 4     | Yannick Zakri      | ASEC Mimosas         | 4    |
| 5     | John Ching'andu    | ZESCO United FC      | 3    |
| 5     | John Antwi         | Al-Ahly              | 3    |
| 5     | Khama Billiat      | Mamelodi Sundowns FC | 3    |
| 5     | Mohamed Al Ghanodi | Al Ahly Tripoli      | 3    |
| 5     | Behailu Assefa     | Saint-George SC      | 3    |
| 5     | Daouda Camara      | Horoya AC            | 3    |
| 5     | Samuel Nlend       | Union Douala         | 3    |
| 5     | Luiz Phellype      | CRD Libolo           | 3    |
| 5     | Abdul Rwatubyaye   | APR FC               | 3    |